# 田辺希賢
田辺 希賢（たなべ まれかた）は、江戸時代前期から中期にかけての仙台藩士。仙台藩の儒学者かつ神道家、歴史家。通称は喜右衛門。字は淳浦、整斎。号は西山贋樵。諡は恭懿先生。仙台藩儒宗田辺氏の祖。著作多数。家格は召出二番座。

## 略歴
承応2年（1653年）、京都にて誕生。家系は天正17年（1589年）に京都銅鑼坊に移った上毛野氏族田辺氏の一族。
始め伊藤仁斎、後に木下順庵、山崎闇斎らに師事する。また、神道を卜部氏、持明院流書流を持明院基時、茶道を清水道竿に学ぶ。
仙台藩4代藩主・伊達綱村の命を受けた大島良設の名家選考の対象の一人となり、延宝7年（1679年）に仙台藩に召し出されて仙台藩儒となる。元禄6年（1693年）に京都から仙台に移り、元禄8年（1695年）に綱村の養嗣子・吉村の侍講となる。元禄15年（1702年）に家格召出となる。石高600石または60貫目を知行する。
享保9年（1724年）に隠居し、子・希文が家督を相続。墓所は東昌寺。

## 著作
「肯山公実録」、「整斎筆記」、「八陣図説」、「三教名数」、「神書訓解」及び詩集がある。